# انتاریو (اورگن)
انتاریو (به انگلیسی: Ontario) شهری در شهرستان ملهور ایالت اورگن است و در سرشماری سال ۲۰۱۱ میلادی، ۱۱٬۳۶۶ نفر جمعیت داشته که نسبت به سال ۲۰۱۰، ۰٫۰۸ درصد رشد جمعیت داشته‌است.

## موقعیت جغرافیایی
موقعیت جغرافیایی شهرها و مناطق اطراف به شرح زیر است: